# Elicopter de stins incendii

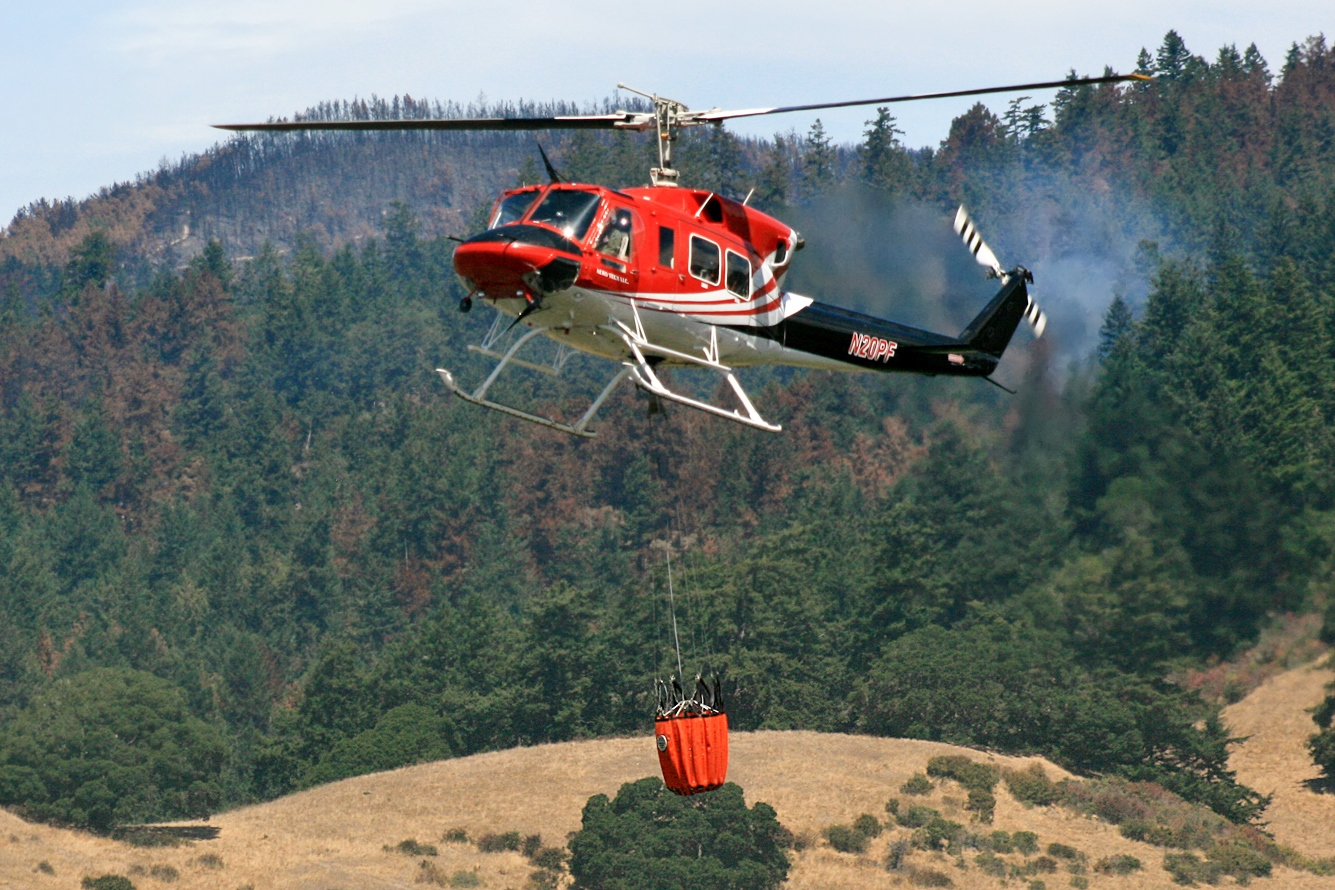
Elicopter pentru stins incendii tip Bell 212

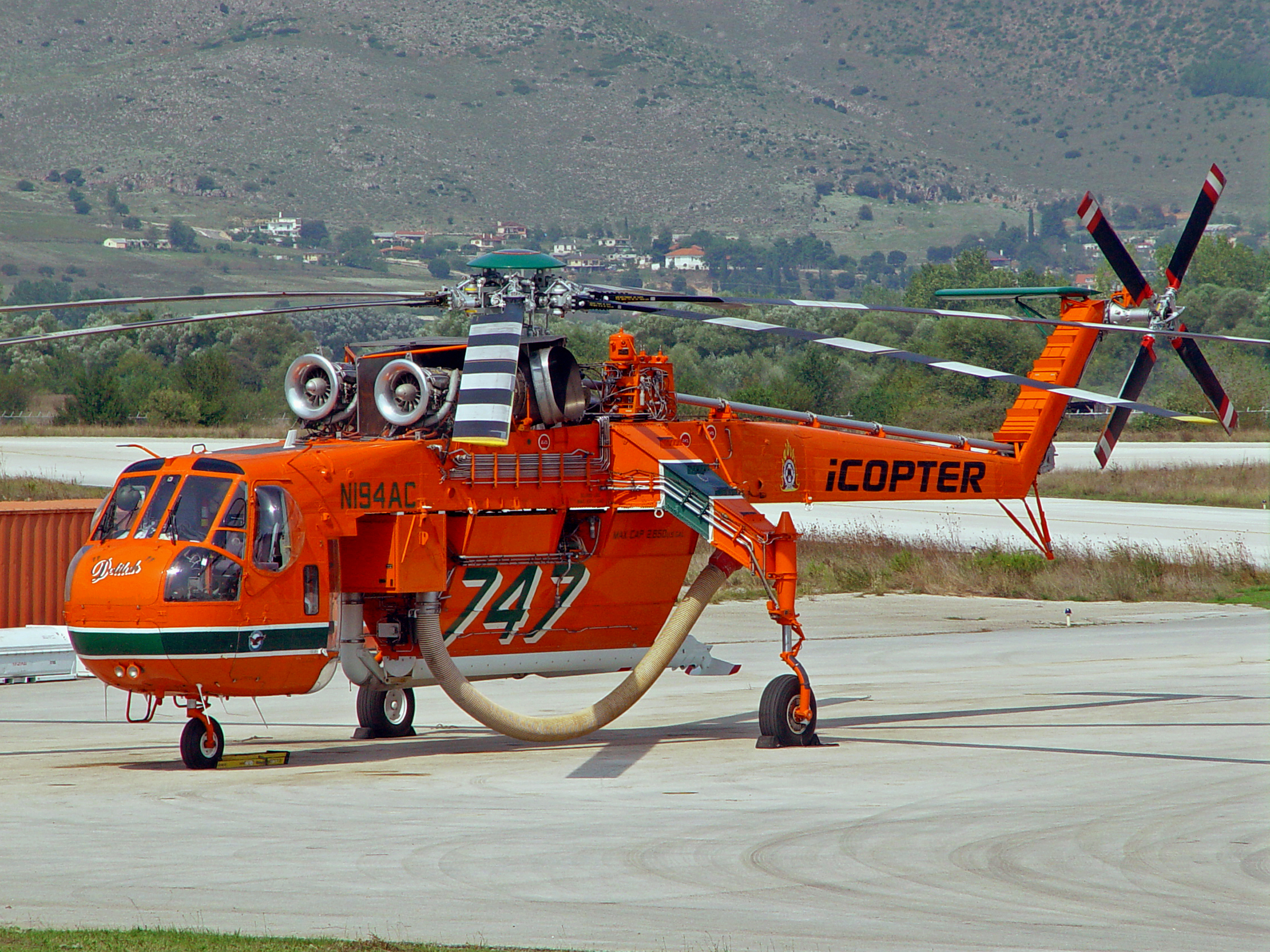
Elicopter S-64E Erickson Air-Crane

Un elicopter de stins incendii este un elicopter utilizeazat la stingerea incendiilor de pădure sau în alte zone greu accesibile.
Pe lângă misiunile de stingere a incendiilor, acest tip de aeronavă mai poate executa și transport de personal sau de materiale în sprijinul acțiunilor de intervenție, misiuni de evacuare medicală, căutare - salvare, cercetare și supraveghere aeriană prin observare vizuală.